# Lazare Ponticelli

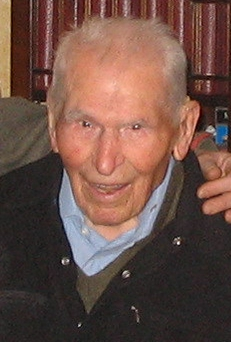
Lazare Ponticelli (2006)

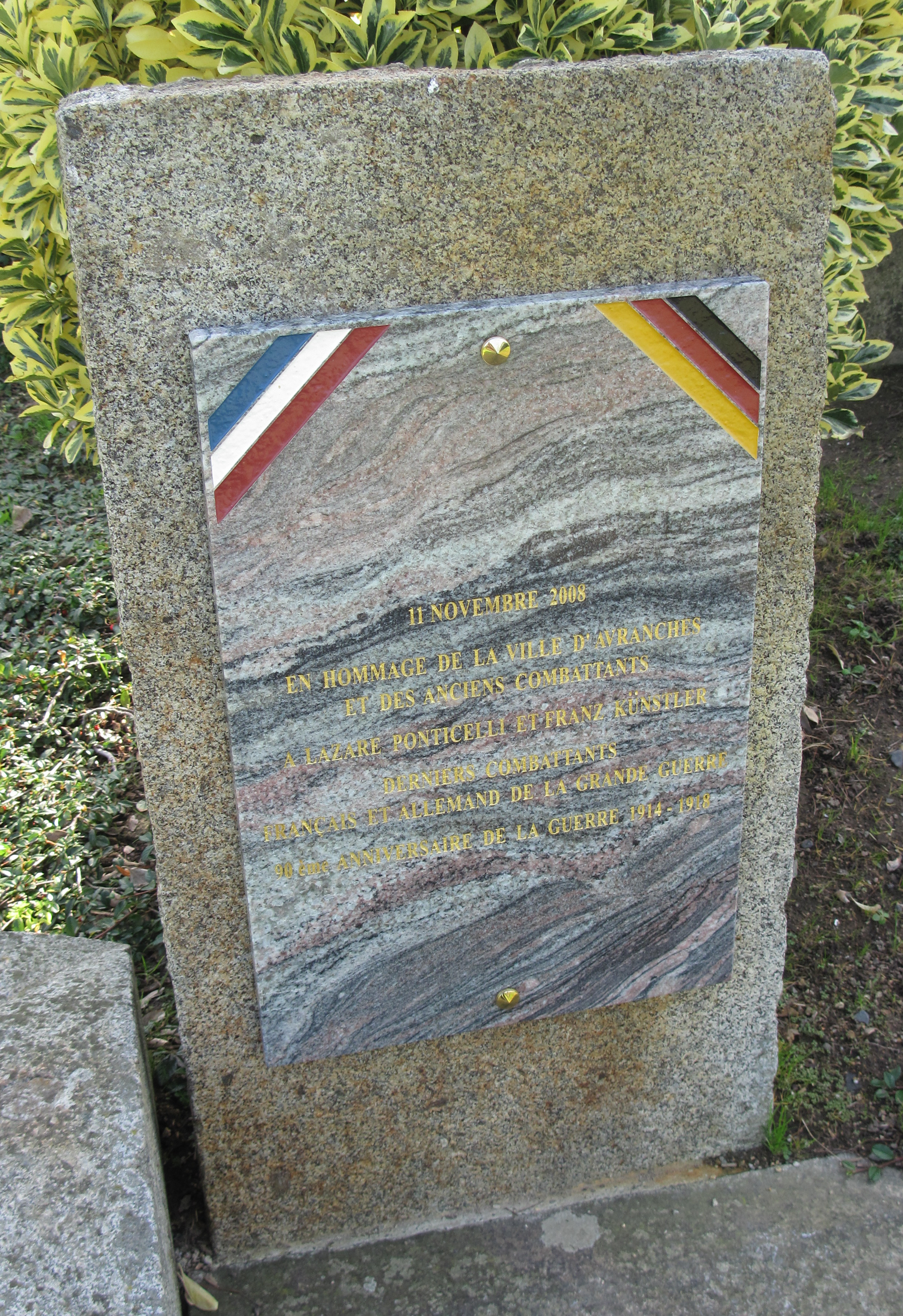
Gedenkplakette in Avranches, die Franz Künstler und Lazare Ponticelli gewidmet ist.

Lazare Ponticelli (* als Lazzaro Ponticelli am 24. Dezember 1897 in Groppo Ducale, heute: Bettola in Italien; † 12. März 2008 in Le Kremlin-Bicêtre, Frankreich) war der letzte überlebende Veteran des Ersten Weltkriegs mit französischer Staatsbürgerschaft.

## Leben
Ponticelli kam 1907, mit neun Jahren, nach Frankreich. Mit 16 Jahren trat er in die Fremdenlegion ein, wurde nach einer Verwundung jedoch ausgemustert. Nach dem Eintritt Italiens in den Ersten Weltkrieg 1915 ging er zur italienischen Armee. Nach seiner Rückkehr nach Frankreich gründete er 1921 mit seinen beiden Brüdern einen Ofensetzereibetrieb (Ponticelli Frères), der sich zu einem großen internationalen Unternehmen entwickelte und heute in den Bereichen der Konstruktion und der industriellen Wartung tätig ist.
1939 mit dem Beginn des Zweiten Weltkriegs nahm Ponticelli die französische Staatsbürgerschaft an. Während des Krieges ging er in den nicht besetzten Teil Frankreichs. Nach dessen Besetzung 1942 ging er nach Paris und kämpfte in der Résistance.
Er war der einzige Veteran, der sich bei den Feiern am 11. November 2006 noch erheben konnte. Nach dem Tod des 52 Tage älteren Louis de Cazenave am 20. Januar 2008 war er der einzige verbliebene französische Kriegsteilnehmer des Ersten Weltkriegs. Lazare Ponticelli überlebte Cazenave seinerseits genau um 52 Tage und starb im März 2008 im Alter von 110 Jahren in Le Kremlin-Bicêtre im Département Val-de-Marne, wo er die längste Zeit seines Lebens gelebt hatte, in der Wohnung seiner Tochter.
Die Ehrung durch ein Staatsbegräbnis fand am 17. März 2008 statt. Auf die Totenmesse in der Soldatenkirche St. Louis des Invalides folgte die militärische Ehrung im Hof des Hôtel des Invalides im Beisein des französischen Staatspräsidenten. Die Ansprache hielt der Historiker Max Gallo. Von dort wurde der Sarg auf den Friedhof in Ivry-sur-Seine überführt und dort im engsten Kreis in der Familiengrabstätte beigesetzt. Gegen den im Jahr 2005 des damals von Staatspräsident Jacques Chirac präsidierten Haut Conseil de la mémoire combattante gefassten Beschluss, den letzten überlebenden Soldaten des Ersten Weltkriegs durch ein Staatsbegräbnis und eine Beisetzung im Panthéon oder neben dem Unbekannten Soldaten unter dem Arc de Triomphe zu ehren, hatte der bescheidene Lazare Ponticelli sich bis kurz vor seinem Tod gewehrt, da er dies den anonymen Kameraden gegenüber als Ungerechtigkeit verstand. Zuletzt willigte er, ausschließlich hinsichtlich der Zeremonie, nicht aber bezüglich des Bestattungsortes unter der ausdrücklichen Bedingung ein, dass diese in Form einer Totenmesse stattzufinden habe und alle ehemaligen Teilnehmer des Ersten Weltkrieges in die Ehrung einzubeziehen seien.